# 喜築

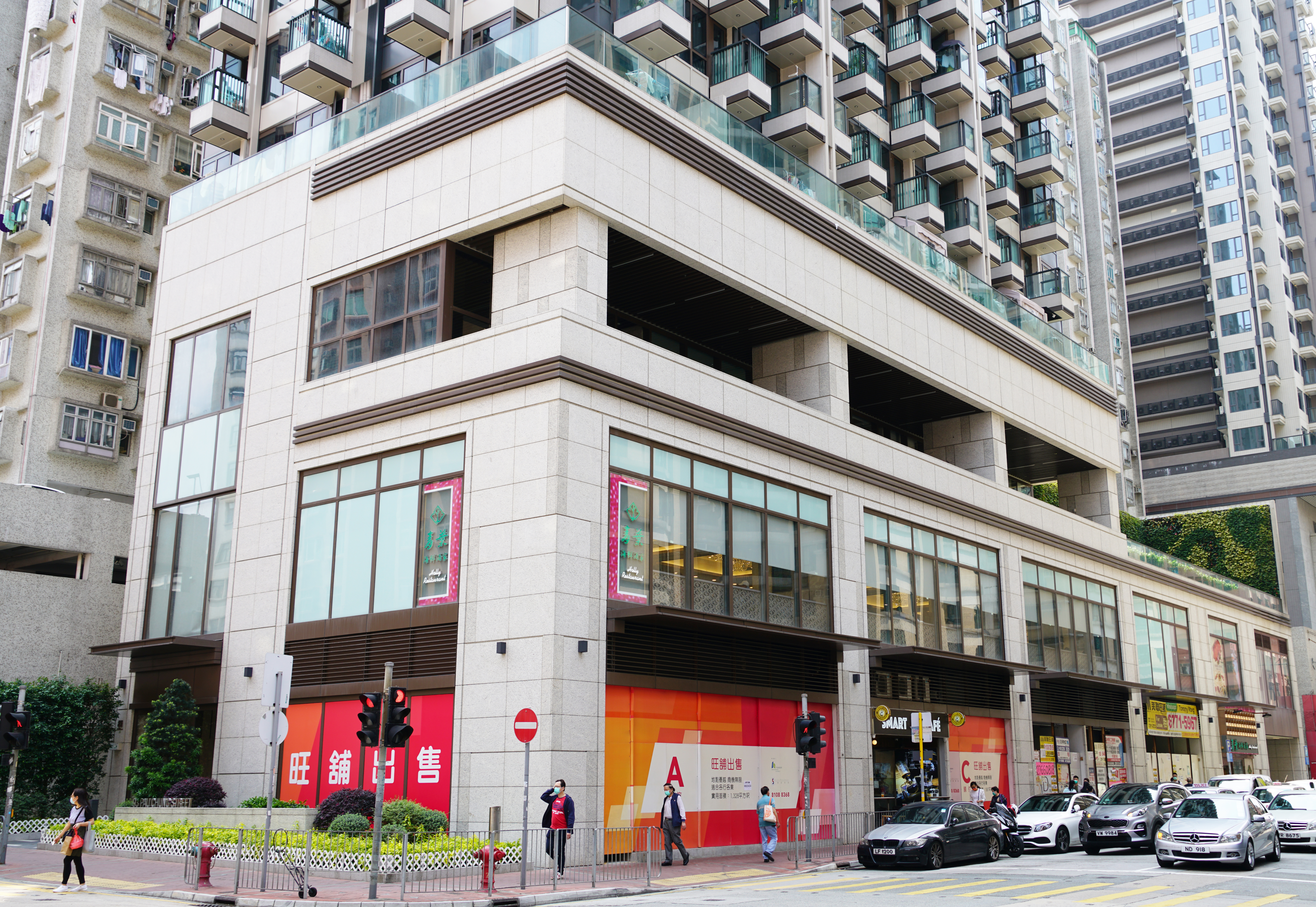
基座，2020年

喜築（93 Pau Chung Street），是位於香港九龍馬頭涌炮仗街及新山道的單幢住宅，樓高共28層（包括地庫），由市區重建局及麗新集團發展，由發展商旗下的高樂服務管理，於2018年12月入伙。

## 歷史
喜築 前身為7幢建於1957年位於「新山道20-46號（雙數號）」6層高的唐樓，總地盤面積約1,170平方米，2009年5月市區重建局宣布展開這「新山道/炮仗街發展項目」，為該局於區內開展的第3個項目，即日進行凍結人口調查，涉及83個業權，估計重建範圍內居住了134戶家庭共約349人，當時表示用作收購及重建的六億元中，二億七千九百萬元為收購及安置成本，其餘三億二千多萬元則為建築費用及利息支出，可提供144個住宅單位及1,755平方米的商用樓面，預計在2016-2017年落成。
2010年2月發展局局長刊憲授權根據《市區重建局條例》的規定發展項目，同年4月，其決定向83個業權業主發出收購建議，以相等於一個樓齡假設為7年的單位市值作出收購，即為每平方呎實用面積6,428-7,246港元。
2014年2月市區重建局邀請發展商提交合作發展意向書，至截止時共收到23份意向書，表示有興趣發展該項目，及後市建局邀請19家發展商參與競投發展，同年4月，接獲八份標書，終由麗新集團投得發展項目，當時預計總樓宇面積約10,534平方米，興建約144個住宅單位，並附設約1,756平方米的商業樓面面積。
至2015年3月屋宇署批建1幢27層商住物業，總樓面面積約11.15萬平方呎，涉及209個住宅單位。

## 簡介
喜築 共設28層（包括地庫但不設4、13、14及24樓），除於3至29樓提供207伙實用面積介乎294至552平方呎的開放式至2房住宅單位外，30樓設有兩個分別1,201至1,273平方呎的連平台特色戶，其餘樓層分別設有
- 地庫：停車場（16個住客停車位、1個暢通易達車位、3個住宅電單車位、4個商業用車位、2個商業用電單車位及1個訪客車位）
- 地下：停車場（1個商業用上落貨車位、1個住宅用上落貨車位）、住宅入口大堂、商舖
- 1樓：餐廳（青葉海鮮酒家）
- 2樓：機電房、住客康樂設施（包括健身室、燒烤區、多功能宴會廳、園藝區等）

發展商於2016年9月中先後公布價單，開售135伙，實用呎價則由14,392元至16,171元起，項目被指是「一梯九伙六黑廁」，呎價較同區貴一成，至9月下旬，截收時收到逾400個登記，唯兩大代理行旗下客戶出席率僅約5成，首日只累售50伙，；及後發展商陸續加推，更在2017年將單位減價3.8%至10%，其中兩伙頂層戶價單定價2,568.5萬及2,857.7萬元，較同年3、4月份定價低150萬元，另示範單位曾設於觀塘鱷魚恤中心。

## 興建圖像

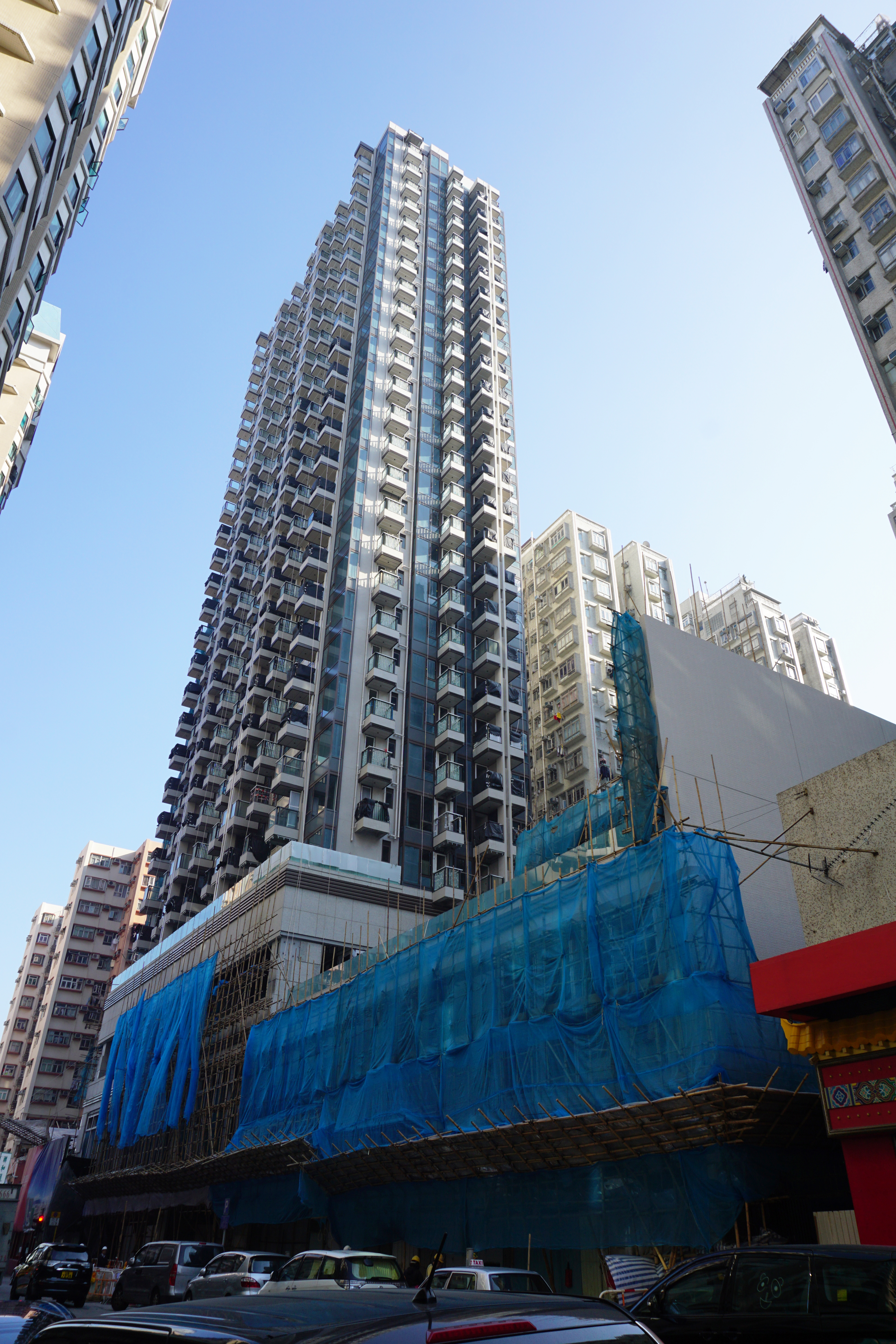
2018年1月
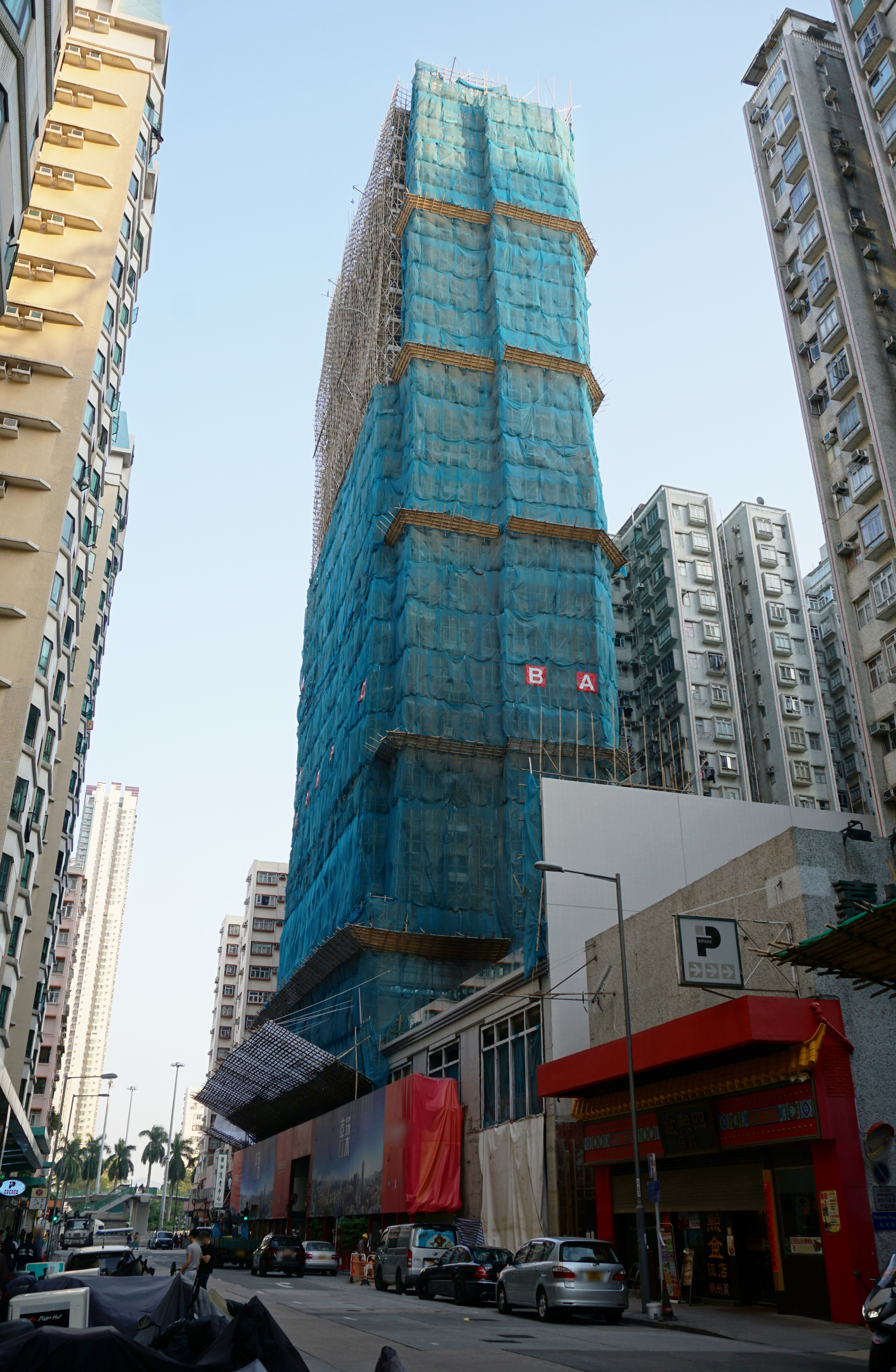
2017年12月
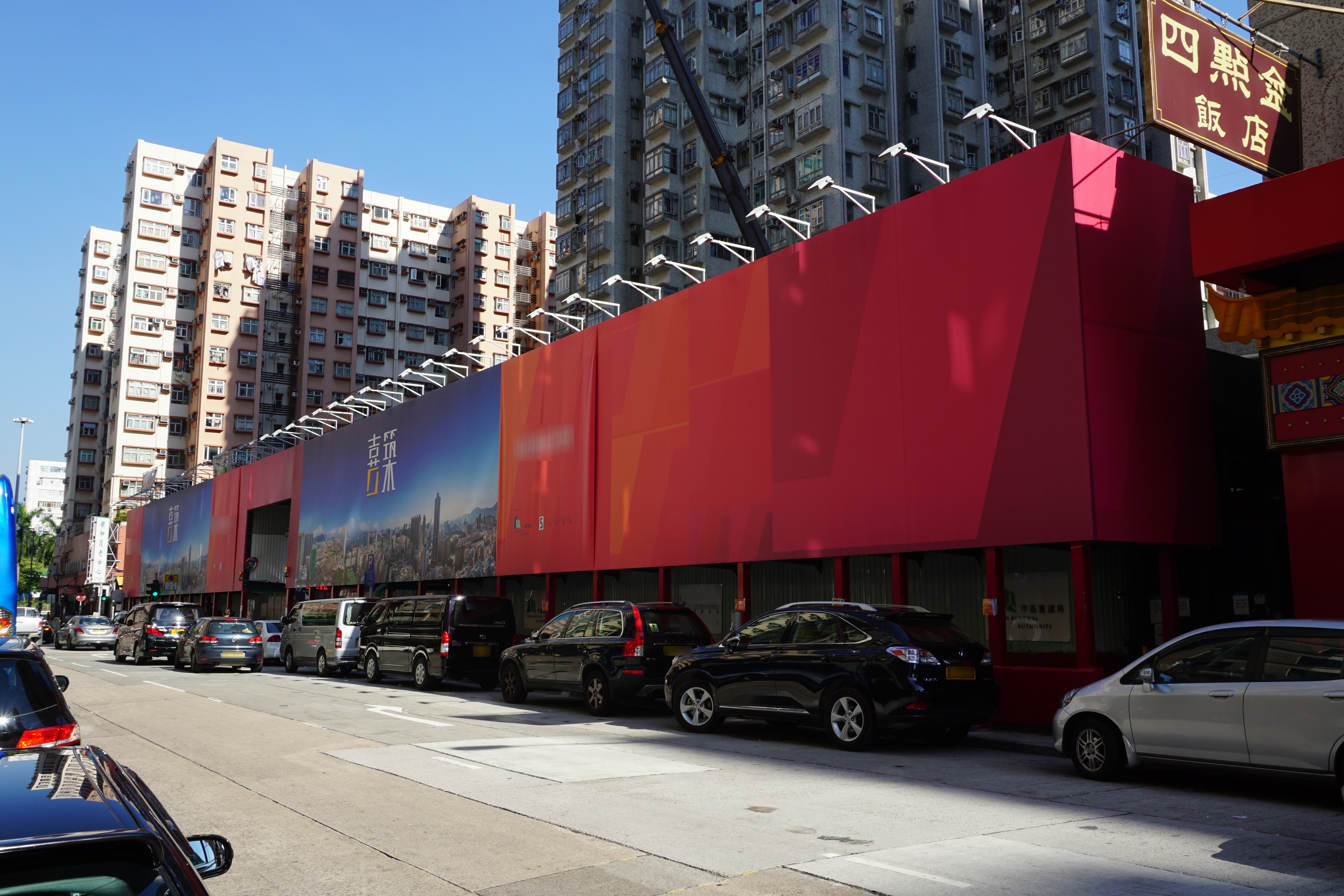
2016年7月

## 鄰近
- 嘉景花園
- 欣榮花園
- 新城中心
- 東九龍走廊
- 土瓜灣遊樂場/土瓜灣體育館
- 牛棚藝術村

## 外部連結
喜築 官方網頁